# Roxane Duran
Roxane Duran (Paris, 27 de Janeiro de 1993) é uma atriz franco-austríaca, indicada ao Palma de Ouro pelo filme A Fita Branca . Também atuou no filme francês O Monge de 2011, dirigido por Dominik Moll, uma adaptação do livro de Matthew Lewis que recebe o mesmo nome.

## Biografia
Nascida em Paris, seu pai é de origem espanhola e sua mãe de origem austríaca. Duran fez sua estréia profissional no teatro aos 19 anos de idade em uma peça baseada na vida de Anne Frank escrita por Belgian e Éric-Emmanuel Schmitt.

## Filmografia

### Filmes

#### 2009
- A Fita Branca por Michael Haneke : Anna

#### 2011
- O Monge por Dominik Moll
- 17 Garotas por Delphine Coulin e Muriel Coulin: Florence

#### 2012
- Augustine por Alice Winocour: Rosalie

#### 2013
- Michael Kohlhaas: Justiça e Honra por Arnaud des Pallières:  Princesa Marguerite de Navarre
- Mary, Rainha da Escócia por Thomas Imbach: Mary Seton
- MidSummer por Bernhard Landen e Judith Angerbauer: Anja

#### 2014
- Respire por Mélanie Laurent: Victoire
- A Família Bélier por Eric Lartigau: Mathilde

### 2015
- Evolution por Lucile Hadzihalilovic :  Stella

### 2016
- Paula  por Christian Schwochow : Clara Westhoff

### Televisão

#### 2014
- The Witnesses (Les témoins) por Hervé Hadmar para France 2 com Thierry Lhermitte: Laura

### 2017
- Riviera (série télévisée) por Neil Jordan para Sky Atlantic  : Adriana Clios

## Teatro

### 2012 - 2013
- O Diário de Anne Frank, Adaptação de Éric-Emmanuel Schmitt: Anne Frank

### 2014
- Les Cartes du Pouvoir, adaptação da peça de Farragut North por Beau Willimon, dirigido por Ladislas Chollat, Théâtre Hébertot: Molly